# 達里爾·揚馬特
達里爾·揚馬特（荷蘭語：Daryl Janmaat；1989年7月22日—）是荷蘭的一位職業足球員。在場上司職右後衛。現效力於荷甲球隊ADO海牙。

## 平生
真馬特出身自飛燕諾的青訓系統，2014年7月17日轉投英格蘭超級足球聯賽球會纽卡斯尔联足球俱乐部取代離隊的。
2012年8月31日，他首次被召入荷蘭國家隊。這一年的9月7日，他首次代表荷蘭國家隊參加比賽。他也代表荷蘭國家足球隊參加了2014年巴西世界杯，上陣五場，協助國家隊贏得季軍。

## 註腳
1. ↑   (PDF). English Football League: 73.   [27 September 2020]. （原始内容 (PDF)存档于2020-09-15）.
2. 1 2  . Premier League.   [4 November 2017]. （原始内容存档于2021-01-16）.
3. ↑  . BBC Sport. 2014-07-17  [2014-08-25]. （原始内容存档于2015-11-17） （英语）.

## 外部連結
- Stats at Voetbal International （页面存档备份，存于） （荷兰文）
- 達里爾·揚馬特 檔案及數據 Wereld van Oranje （荷兰文）
- National U20 data （页面存档备份，存于） （荷兰文）
- National U21 data （页面存档备份，存于） （荷兰文）
- 達里爾·揚馬特在 National-Football-Teams.com 上的出场纪录
- 達里爾·揚馬特 – FIFA國際賽競賽紀錄 (存檔)